# Potentilla gracillima
Potentilla gracillima är en rosväxtart som beskrevs av Rudolf V. Kamelin. Potentilla gracillima ingår i Fingerörtssläktet som ingår i familjen rosväxter. Inga underarter finns listade i Catalogue of Life.